# باتريشيا توليدو
باتريشيا توليدو (15 أغسطس 1978 بساو باولو في البرازيل - ) هي لاعبة كرة قدم برازيلية في مركز الهجوم. لعبت مع Íþróttafélag Reykjavíkur ‏ وNotts County Ladies F.C. ‏ وSD United (WPSL) ‏ وWest Florida Argonauts ‏.

## وصلات خارجية
- باتريشيا توليدو على موقع Soccerway.com (الإنجليزية)